# دراسات سامية
الدراسات السامية (بالإنجليزية: Semitic studies)‏ أو علم الساميّات (بالإنجليزية: Semitology)‏ هو مجال أكاديمي يختص بدراسة اللغات والآداب السامية، وتاريخ الشعوب الناطقة باللغات السامية.
تشمل الدراسات السامية كلًا من الدراسات الآشورية (الآشوريات) والعبرانية والسريانية، كما تشمل الدراسة المقارنة للغات السامية.